# История ордена тевтонских крестоносцев
История ордена тевтонских крестоносцев (лат. Historia de ordine Theutonicorum cruciferorum) — историческое сочинение, составленное в 1457 г. юристом Тевтонского ордена Лаврентием Блюменау. Содержит сведения по истории Тевтонского ордена от времени его появления в Пруссии до сер. XV в.

## Издания
- Historia de ordine Theutonicorum cruciferorum von Laurentius Blumenau, herausgegeben von Max Toeppen. Bd. IV. Leipzig. 1870.

## Переводы на русский язык
- История ордена тевтонских крестоносцев в переводе И. М. Дьяконова на сайте Восточная литература